# Смут (Вайомінг)
Смут (англ. Smoot) — переписна місцевість (CDP) в США, в окрузі Лінкольн штату Вайомінг. Населення — 376 осіб (2020).

## Географія
Смут розташований за координатами 42°37′9″ пн. ш. 110°55′11″ зх. д. / 42.61917° пн. ш. 110.91972° зх. д. (42.619056, -110.919595).  За даними Бюро перепису населення США в 2010 році переписна місцевість мала площу 4,50 км², уся площа — суходіл.

## Демографія
Згідно з переписом 2010 року, у переписній місцевості мешкало 195 осіб у 64 домогосподарствах у складі 53 родин. Густота населення становила 43 особи/км².  Було 79 помешкань (18/км²).
Расовий склад населення:
| - 97,9 % — білих |

До двох чи більше рас належало 2,1 %. Частка іспаномовних становила 0,5 % від усіх жителів.
За віковим діапазоном населення розподілялося таким чином: 34,4 % — особи молодші 18 років, 54,8 % — особи у віці 18—64 років, 10,8 % — особи у віці 65 років та старші. Медіана віку мешканця становила 33,9 року. На 100 осіб жіночої статі у переписній місцевості припадало 124,1 чоловіків;  на 100 жінок у віці від 18 років та старших — 109,8 чоловіків також старших 18 років.
Середній дохід на одне домашнє господарство  становив 80 809 доларів США (медіана — 66 705), а середній дохід на одну сім'ю — 80 809 доларів (медіана — 66 705). 
Цивільне працевлаштоване населення становило 77 осіб. Основні галузі зайнятості: освіта, охорона здоров'я та соціальна допомога — 27,3 %, мистецтво, розваги та відпочинок — 22,1 %, роздрібна торгівля — 20,8 %.